# NGC 7378
NGC 7378 је спирална галаксија у сазвежђу Водолија која се налази на NGC листи објеката дубоког неба.
Деклинација објекта је - 11° 49' 0" а ректасцензија 22h 47m 47,5s. Привидна величина (магнитуда) објекта NGC 7378 износи 12,7 а фотографска магнитуда 13,5. NGC 7378 је још познат и под ознакама MCG -2-58-5, PGC 69734.